# Rita Faltoyano
Rita Faltoyano, pseudonimo di Rita Gacs (Budapest, 5 agosto 1978), è un'ex attrice pornografica ungherese.

## Biografia
È cresciuta con i nonni vicino alla capitale ungherese, in una fattoria dove ha appreso i fondamentali dell'equitazione. Laureata in scienze motorie nel proprio paese, insegna tuttora equitazione, sport che in passato ha praticato anche a livello agonistico.
In alcune interviste, una delle quali inserita nel film Rita Faltoyano's Private Life, ha riferito di essere stata reclutata da un'agenzia di casting per film pornografici dopo essere giunta seconda al concorso per Miss Ungheria 2000.
Nel 2000, sull'edizione francese di Playboy, è apparso il primo servizio di nudo di Rita, la cui prima scena hard è parte del film No Sun, No Fun del regista francese Pierre Woodman.
Rita Faltoyano ha girato in Francia quasi tutti i propri film, in gran parte prodotti dallo studio Private. Il suo più grande successo è stato La Menteuse, prodotto da John B. Root e diretto da Fred Coppula nel 2003, in cui recitava a fianco dell'attrice francese Tiffany Hopkins.
È stata rappresentata dall'agenzia LA Direct Models, specializzata nel tutelare gli artisti del cinema per adulti. Secondo il sito IAFD, la sua carriera di attrice si è svolta negli anni dal 2000 al 2012. Ha diretto anche un film nel 2003. Nello stesso anno ha ottenuto l'AVN Awards come Female Foreign Performer of the Year.

## Vita privata
Nel 2005 ha sposato l'attore porno Tommy Gunn, dal quale ha divorziato nel 2007.

## Riconoscimenti
- AVN Awards
  - 2003 – Female Foreign Performer of the Year[5]
- Altri premi
  - Venus Awards come migliore attrice dell'Europa dell'Est nel 2002[6]

## Filmografia

### Attrice
- Assman 15 (2000)
- Big Natural Tits 1 (2000)
- Così come vuole lei (2000)
- Erica (2000)
- Fiesta (2000)
- Hot Babes In Heat (2000)
- Hustler XXX 2 (2000)
- No Sun No Fun (2000)
- Up Your Ass 14 (2000)
- Ass Angels 2 (2001)
- Barely Legal 17 (2001)
- Big Natural Tits 3 (2001)
- Black Lace and White Lies (2001)
- Christoph's Beautiful Girls 1 (2001)
- Christoph's Best Big Natural Breasts (2001)
- Cream of the Crop (2001)
- Die Traum-Agentur (2001)
- Emerald Rain (2001)
- Euro Angels Hardball 12: Multitude Of Sins (2001)
- Fresh Meat 12 (2001)
- Golden Girls 1 (2001)
- Hey Babe Nice Tits (2001)
- Katia's Dreams (2001)
- Kiss 'n Tell (2001)
- Lilith (2001)
- Matador 12: Avalanche 2 (2001)
- Natural Wonders of the World 15 (2001)
- Pickup Babes 2 (2001)
- Pickup Lines 64 (2001)
- Pirate Deluxe 14: Splendor Of Hell (2001)
- Private Black Label 20: Brides And Bitches (2001)
- Private Reality 2: Pure Pleasure (2001)
- Private Reality 4: Just Do it to Me (2001)
- Private XXX 13: Sexual Heat (2001)
- Queen of the Road 1 (2001)
- Queen of the Road 2 (2001)
- Rocco's Reverse Gang Bang 1 (2001)
- Rocco's True Anal Stories 15 (2001)
- Routardes en chaleur (2001)
- Sandy Does Hardcore (2001)
- Savage Passions (2001)
- Schiava dei Sensi (2001)
- Sex and Sun in Cannes (2001)
- Sex Meat (2001)
- Video Adventures of Peeping Tom 32 (2001)
- Voyeur 20 (2001)
- Wasteland (2001)
- Winner Takes All (2001)
- 110% Natural 3 (2002)
- Anal Porn Party (2002)
- Assman 21 (2002)
- Big Member (2002)
- Big Natural Tits 5 (2002)
- Busty Fuckers (2002)
- Color Sex (2002)
- Enjoy 1 (2002)
- EXXXplosion (2002)
- Faust: The Power of Sex (2002)
- Giochi di Rita (2002)
- Hip Hop SexNonStop (2002)
- Hip Hop SexNonStop 2 (2002)
- Hot Showers 2 (2002)
- Journal de Pauline (2002)
- Maruzzella (2002)
- Matador 15: Sex Tapes (2002)
- Melanie's School Of Sex (2002)
- Natural Wonders of the World 21 (2002)
- Nosferatu (2002)
- Pleasure Island (2002)
- Precious Pink 4 (2002)
- Private Castings X 35 (2002)
- Private Gladiator 1 (2002)
- Private Gladiator 2: In The City Of Lust (2002)
- Private Gladiator 3: The Sexual Conquest (2002)
- Private Life of Claudia Ricci (2002)
- Private Reality 11: Singularity (2002)
- Private Reality 12: Dangerous Girls (2002)
- Private Reality 5: Click Here To Enter (2002)
- Private Xtreme 5: Anal Agency (2002)
- Who Wants to Fuck a Millionaire (2002)
- Anal Expo 1 (2003)
- Angelmania 4 (2003)
- Anything You Want (2003)
- Big Natural Tits 7 (2003)
- Cleopatra 1 (2003)
- Contacts (2003)
- Cum Dumpsters 2 (2003)
- Decadent Love (2003)
- Fallen Angels (2003)
- Hustler Casting Couch 2 (2003)
- Intimate Treasures (2003)
- Liar (2003)
- Live Show 2 (2003)
- Measure For Measure (2003)
- Memoirs of a Foot Fetishist (2003)
- Mr. Orange (2003)
- North Pole 38 (2003)
- Pirate Fetish Machine 11: Fetish Recall (2003)
- Pleasures Of The Flesh 2 (2003)
- Private Cafe 2 (2003)
- Private Life of Dora Venter (2003)
- Private Life of Rita Faltoyano (2003)
- Private Reality 13: Explosive Women (2003)
- Private Reality 14: Girls of Desire (2003)
- Private Reality 15: Never Say No (2003)
- Private Reality 19: Beds of Sin (2003)
- Reality Porn Series 1 (2003)
- Rock Hard (2003)
- Seduced and Abandoned (2003)
- Show Must Go On (2003)
- Sodomania 42 (2003)
- Start Me Up (2003)
- Three for All 3 (2003)
- Ultimate Hardcore Collection (2003)
- Young Girls in Lust 1 (2003)
- Anal Brat (2004)
- Anal Strike (2004)
- Apprentass 1 (2004)
- Ass Angels 2 (2004)
- Ass Obsessed 2 (2004)
- Assault That Ass 4 (2004)
- Big Boobs in Prague (2004)
- Big Natural Breasts 3 (2004)
- Control 1 (2004)
- Cream Pie Initiations 1 (2004)
- Cum Beggars 1 (2004)
- Escape from the Past (2004)
- Fino a Farmi Male (2004)
- Fuck My Ass -n- Make Me Cum 1 (2004)
- Girls Of Amateur Pages 2 (2004)
- Hellcats 3 (2004)
- Jack's Playground 12 (2004)
- Lipstick and Lingerie 1 (2004)
- Photographic Mammaries 2 (2004)
- Private Story Of Mia Stone (2004)
- Robbery (2004)
- Wet Dreams Cum True 2 (2004)
- 12 Nasty Girls Masturbating 4 (2005)
- 3's Cumpany 1 (2005)
- Absolute Ass 4 (2005)
- Adventures of Pierre Woodman 6: The Later Years (2005)
- Anal Addicts 19 (2005)
- Anal Excursions 2 (2005)
- Anal Prostitutes On Video 3 (2005)
- Anal Trainer 9 (2005)
- Apprentass 3 (2005)
- Ass Breeder 2 (2005)
- Best of Private: Best Curves (2005)
- Big and Bouncy 1 (2005)
- Big Tit Patrol 2 (2005)
- Brunettes Deluxxxe (2005)
- Butter Bags 1 (2005)
- Camp Cuddly Pines Power Tool Massacre (2005)
- Chasing The Big Ones 26 (2005)
- Cum In My Ass Not In My Mouth 4 (2005)
- Cum Swappers 3 (2005)
- Cumstains 6 (2005)
- Deep Throat This 27 (2005)
- Dementia 3 (2005)
- Deviant Tits (2005)
- Double D Divas (2005)
- Drive Thru 3 (2005)
- End Game (2005)
- Fresh Jugs 2 (2005)
- Fresh Pussy 1 (2005)
- Fuck My Ass -n- Make Me Cum 5 (2005)
- Gag Me Then Fuck Me 1 (2005)
- Gag On This (2005)
- Gaper Maker 4 (2005)
- Goo 4 Two 1 (2005)
- Hungarian Cocksuckers (2005)
- Hustler Centerfolds 5 (2005)
- Jack's My First Porn 2 (2005)
- Jack's Playground 30 (2005)
- Katsumi's Dirty Deeds (2005)
- Kinky Sex (2005)
- Kiss My Ass (2005)
- Lewd Conduct 24 (2005)
- Mind Fuck (2005)
- My Plaything: Rita Faltoyano (2005)
- Off The Rack 1 (2005)
- Only in America (2005)
- Outnumbered 3 (2005)
- P.O. Verted 3 (2005)
- Peter North's POV 8 (2005)
- Phoenix (2005)
- Pleasure 1 (2005)
- Pole Position 3 (2005)
- Posh Kitten (2005)
- POV Fantasy 1 (2005)
- Pussy Foot'n 13 (2005)
- Rapture (2005)
- Real Racks 1 (2005)
- Rita Faltoyano (2005)
- Sex and Revenge 2 (2005)
- Sex Trek: Where No Man Has Cum Before (2005)
- She Swallows (2005)
- Size Queens 2 (2005)
- Ski Bitch (2005)
- Slick Chicks Black Dicks (2005)
- Sold (2005)
- Strap-On Toyz (2005)
- Super Naturals 2 (2005)
- Swallow Me POV 3 (2005)
- Top Guns 2 (2005)
- Touch of Pink (2005)
- University Of Austyn 1 (2005)
- Wetter The Better 2 (2005)
- What's A Girl Gotta Do (2005)
- Young And The Thirsty 2 (2005)
- 2 Girls for Every Guy 2 (2006)
- 2 on 1 25 (2006)
- Analholics (2006)
- Aperture (2006)
- Ass Fun 1 (2006)
- Big Natural Tits 1 (2006)
- Blown Away 2: I Can't Wait to Suck Your Cock (2006)
- Body Shots (2006)
- Busty Beauties: Tit Fucking Vixens (2006)
- Claudia's Holiday 2006 (2006)
- Cock Starved 2 (2006)
- Cravin' Anal (2006)
- Cumstains 7 (2006)
- Cumstains 8 (2006)
- Desires (2006)
- Dirrty 5 (2006)
- Double D Babes 2 (2006)
- Double Decker Sandwich 8 (2006)
- Evilution 2 (2006)
- Face Invaders 1 (2006)
- Filth And Fury 1 (2006)
- Filthy (2006)
- Get Naked 1 (2006)
- Grudge (2006)
- Gunned Down (2006)
- Hittin It Deep (2006)
- Housewife 1 on 1 5 (2006)
- I Love Rita (2006)
- Intimate Invitation 1 (2006)
- Krystal Therapy (2006)
- Lippstixxx And Dippstixxx (2006)
- Love is Blue (2006)
- Luscious Lady Lumps (2006)
- Male Is In The Czech (2006)
- Meet the Twins 3 (2006)
- Muff Bumpers 2 (2006)
- My Sister's Hot Friend 5 (2006)
- Nasty Universe 2 (2006)
- Naughty Office 3 (2006)
- Night Nurses (2006)
- Nina Hartley's Guide to Porn Stars Sex Secrets (2006)
- Obedience School (2006)
- Oral Antics 4 (2006)
- Party Girl (2006)
- Pink Paradise 1 (2006)
- Playing Dirty (2006)
- Porn Icon: Hershel Savage (2006)
- Pussy Party 15 (2006)
- Rita Faltoyano's Foot Tease (2006)
- Romantic Rectal Reaming 2 (2006)
- Rub My Muff 6 (2006)
- Rumor Had Em (2006)
- Sex Whisperer (2006)
- Sexpose' 1: Lexi Marie (2006)
- Sexpose' 2: Nikki Benz (2006)
- She's Got It 1 (2006)
- Slipping Into Darkness (2006)
- Soloerotica 7 (2006)
- Splash (2006)
- Strap-On Goddess (2006)
- Taboo: Fantasy Fetish (2006)
- Taboo: Love Hurts (2006)
- Take Turns On My Ass (2006)
- This Butt's 4 U 1 (2006)
- Up'r Class 4 (2006)
- Valentina (2006)
- A Capella (2007)
- Addicted to Boobs 3 (2007)
- Ass Parade 14 (2007)
- Best of Lewd Conduct (2007)
- Big Natural Titties 3 (2007)
- Blonde Confessions (2007)
- Body Worship (2007)
- Brat is Back (2007)
- Brat School (2007)
- Butt Licking Anal Whores 6 (2007)
- Double Penetration 4 (2007)
- Dripping Wet (III) (2007)
- Drunk Sex Orgy: Cunts and Cocktails (2007)
- Elite 2 (2007)
- Flesh Fantasy (2007)
- Home Schooled 5 (2007)
- Kink (2007)
- Leg Action 8 (2007)
- Lex On Blondes 2 (2007)
- Licensed to Blow 1 (2007)
- Lord of Asses 8 (2007)
- Lucky Lesbians 2 (2007)
- Luxury Lovers: Lesbian Edition (2007)
- Masturbation Mayhem 2 (2007)
- More Than A Handful 16 (2007)
- Natural Knockers 7 (2007)
- Nina Hartley's Guide to Foot Fun (2007)
- P.O. Verted 7 (2007)
- Pantyhose Whores 1 (2007)
- Slime Ballin' 2 (2007)
- This Butt's 4 U 3 (2007)
- World Cups (2007)
- 2 Chicks To Lick Your Dick 1 (2008)
- Apprentass 9 (2008)
- Born 2 Porn 1 (2008)
- Busted 1 (2008)
- Domination (2008)
- Fetish De Luxe (2008)
- Gag On This 26 (2008)
- Give Me Gape 4 (2008)
- I Was a Fetish Whore 1 (2008)
- Like Lovers Do (2008)
- Perfect Match (2008)
- POV Blowjobs 1 (2008)
- Private XXX 40: Dirty Sluts Fucking Hard (2008)
- Ride 'Em Girl (2008)
- Sweet Spot (2008)
- Top Ten (2008)
- Big Wet Butts 1 (2009)
- Blown Away 2 (2009)
- Cumstains 10 (2009)
- Fuck Face (II) (2009)
- Best Of Lord of Asses (2010)
- Big Boobs Power (2010)
- Butt Bang Bitches 1 (2010)
- Department S 3 (2010)
- MILF Thing 6 (2010)
- North Pole 78 (2010)
- Prime Cups 9 (2010)
- Seven Deadly Sins (2010)
- Tag Team That Ass (2011)
- Teen Cum Junkies 3 (2011)
- Anal Champions of the World (2012)
- Cal Vista Collection 2 (2012)
- Leave No Ass Unfucked (2012)
- Nursing Angels (2012)
- In Anal Sluts We Trust 7 (2013)

### Regista
- Show Must Go On (2003)